# Mas Fina
El Mas Fina és una casa forta del veïnat d'Ermedàs (Baix Empordà), la torre de defensa de la qual està catalogada com a bé cultural d'interès nacional. Es troba al costat de l'església de Sant Ramon.

## Història
La família Fina, que va exercir diversos càrrecs a la vila, està documentada des del segle xvi, quan van ser bastides nombroses torres de guaita al terme de Palafrugell davant de les incursions dels pirates turcs i algerians. La masia que hi té adossada és una construcció posterior dels segles xvii-xviii.
El 1757 es produí l'encontre entre una galiota de pirates algerians i un vaixell de Mataró enfront del cap Roig. El vaixell pirata fou enfonsat i dels 110 tripulants, els que se salvaren, varen ser fets presoners i tancats a la Torre d'en Pere Gros d'Ermedàs. Actualment, la torre que queda més a la vora és la del mas Fina.

## Descripció
La torre és una construcció de planta quadrada d'uns 15 n d'alçada, formada per grans carreus regulars de granit, que ha perdut els merlets de coronament i en l'actualitat presenta coberta de teula a una vessant. A la part superior de la façana de llevant hi ha un matacà, i al mur de migdia hi ha una petita finestra amb llinda i espitllera sobre l'ampit, així com altres espitlleres quadrades. A l'interior resten en part les volta de canó.
La masia està construïda amb el mateix aparell que la torre, però té afegits recents (coberts d'estabulació) que desfiguren el conjunt edificat.